# Nikolaj Ehlers
Pour les articles homonymes, voir Ehlers.
Nikolaj Ehlers (né le 14 février 1996 à Aalborg au Danemark) est un joueur professionnel de hockey sur glace danois. Son père Heinz Ehlers, son frère Sebastian Ehlers et son cousin Alexander True sont des joueurs professionnels de hockey sur glace.

## Biographie

### Carrière en club
Formé au HC Bienne, il fait ses débuts professionnels avec Bienne en 2012-2013, il y joue onze matchs et sept matchs en séries. Repêché en juillet 2013 par le Mooseheads d'Halifax au sixième rang du repêchage européen de la Ligue canadienne de hockey, il décide de s'exiler pour l'Amérique du Nord, en vertu d’une clause figurant dans son contrat. La même année, il est sélectionné au quatrième tour, en cent vingt-septième position par l'Avangard Omsk au cours du repêchage d'entrée dans la KHL 2013.
Après une première saison en Ligue de hockey junior majeur du Québec, au cours de laquelle il inscrit 104 points en 63 parties et au terme de laquelle il reçoit le trophée Michel-Bergeron remis à la meilleure recrue offensive de la ligue, il est sélectionné au premier tour, en neuvième position par les Jets de Winnipeg au cours du repêchage d'entrée dans la LNH 2014, il est le seul joueur de la Ligue de hockey junior majeur du Québec à être repêché en première ronde durant ce repêchage. Il est le quatrième Danois à être repêché au premier tour d'un repêchage de la LNH après Lars Eller, Mikkel Bødker et Nicklas Jensen. Sa sélection au 9e rang le place à un seul rang de Mikkel Bødker, qui avait été choisi au 8e rang en 2008.
Avant de se consacrer exclusivement au hockey sur glace, Ehlers a également joué au football et a joué dans la sélection danoise des moins de 14 ans.
Il marque son premier but lors de son quatrième match dans la LNH contre les Rangers de New York. Le 26 janvier 2016, il marque son premier tour de chapeau dans la LNH contre les Coyotes de l'Arizona.

### Carrière internationale
Il représente le Danemark au niveau international.

## Statistiques

### En club
| Saison     | Équipe               | Ligue            |     | Saison régulière | Saison régulière | Saison régulière | Saison régulière | Saison régulière |    | Séries éliminatoires | Séries éliminatoires | Séries éliminatoires | Séries éliminatoires | Séries éliminatoires |
| Saison     | Équipe               | Ligue            | PJ  | B                | A                | Pts              | Pun              | PJ               | B  | A                    | Pts                  | Pun                  |                      |                      |
| 2007-2008  | HC Bienne II U15     | Minis B          | 1   | 1                | 1                | 2                | 0                | -                | -  | -                    | -                    | -                    |                      |                      |
| 2008-2009  | HC Bienne II U15     | Minis B          | 2   | 8                | 4                | 12               | 0                | -                | -  | -                    | -                    | -                    |                      |                      |
| 2008-2009  | HC Bienne U15        | Minis Top        | 14  | 8                | 7                | 15               | 8                | -                | -  | -                    | -                    | -                    |                      |                      |
| 2009-2010  | HC Bienne II U15     | Minis A          | 2   | 7                | 1                | 8                | 4                | -                | -  | -                    | -                    | -                    |                      |                      |
| 2009-2010  | HC Bienne U15        | Minis Top        | 25  | 34               | 28               | 62               | 36               | -                | -  | -                    | -                    | -                    |                      |                      |
| 2009-2010  | HC Bienne U17        | Novices Élites   | 1   | 0                | 0                | 0                | 0                | 1                | 0  | 0                    | 0                    | 0                    |                      |                      |
| 2010-2011  | HC Bienne U17        | Novices Élites   | 28  | 19               | 11               | 30               | 8                | 7                | 7  | 9                    | 16                   | 6                    |                      |                      |
| 2011-2012  | HC Bienne U17        | Novices Élites   | 7   | 4                | 5                | 9                | 12               | 10               | 5  | 8                    | 13                   | 6                    |                      |                      |
| 2011-2012  | HC Bienne U20        | Juniors Élites A | 28  | 17               | 17               | 34               | 6                | 4                | 2  | 2                    | 4                    | 2                    |                      |                      |
| 2012-2013  | HC Bienne U20        | Juniors Élites A | 32  | 26               | 23               | 49               | 34               | 2                | 4  | 0                    | 4                    | 2                    |                      |                      |
| 2012-2013  | HC Bienne            | LNA              | 11  | 1                | 1                | 2                | 0                | 7                | 0  | 3                    | 3                    | 0                    |                      |                      |
| 2013-2014  | Mooseheads d'Halifax | LHJMQ            | 63  | 49               | 55               | 104              | 51               | 16               | 11 | 17                   | 28                   | 18                   |                      |                      |
| 2014-2015  | Mooseheads d'Halifax | LHJMQ            | 51  | 37               | 63               | 100              | 67               | 14               | 10 | 21                   | 31                   | 14                   |                      |                      |
| 2015-2016  | Jets de Winnipeg     | LNH              | 72  | 15               | 23               | 38               | 21               | -                | -  | -                    | -                    | -                    |                      |                      |
| 2016-2017  | Jets de Winnipeg     | LNH              | 82  | 25               | 39               | 64               | 38               | -                | -  | -                    | -                    | -                    |                      |                      |
| 2017-2018  | Jets de Winnipeg     | LNH              | 82  | 29               | 31               | 60               | 26               | 15               | 0  | 7                    | 7                    | 2                    |                      |                      |
| 2018-2019  | Jets de Winnipeg     | LNH              | 62  | 21               | 16               | 37               | 15               | 6                | 0  | 0                    | 0                    | 0                    |                      |                      |
| 2019-2020  | Jets de Winnipeg     | LNH              | 71  | 25               | 33               | 58               | 30               | 4                | 2  | 0                    | 2                    | 2                    |                      |                      |
| 2020-2021  | Jets de Winnipeg     | LNH              | 47  | 21               | 25               | 46               | 15               | 6                | 2  | 1                    | 3                    | 2                    |                      |                      |
| 2021-2022  | Jets de Winnipeg     | LNH              | 62  | 28               | 27               | 55               | 20               | -                | -  | -                    | -                    | -                    |                      |                      |
| 2022-2023  | Jets de Winnipeg     | LNH              | 45  | 12               | 26               | 38               | 11               | 1                | 0  | 0                    | 0                    | 0                    |                      |                      |
| 2023-2024  | Jets de Winnipeg     | LNH              | 82  | 25               | 36               | 61               | 29               | 5                | 0  | 2                    | 2                    | 0                    |                      |                      |
| Totaux LNH | Totaux LNH           | Totaux LNH       | 605 | 201              | 256              | 457              | 205              | 37               | 4  | 10                   | 14                   | 6                    |                      |                      |

### En équipe nationale
| Année     | Compétition                              |    | PJ | B  | A  | Pts | Pun | +/-                  |  | Résultat |
| 2011-2012 | International-Jr U16                     | 3  | 1  | 1  | 2  | 4   |     |                      |  |          |
| 2013      | Championnat du monde moins de 18 ans D1A | 5  | 3  | 8  | 11 | 2   | +3  | Médaille d'or        |  |          |
| 2012-2013 | International-Jr U18                     | 13 | 7  | 14 | 21 | 8   |     |                      |  |          |
| 2012-2013 | International-Jr U20                     | 3  | 1  | 1  | 2  | 2   |     |                      |  |          |
| 2014      | Championnat du monde junior D1A          | 5  | 2  | 4  | 6  | 4   | +6  | Médaille d'or        |  |          |
| 2013-2014 | International-Jr U20                     | 5  | 2  | 4  | 6  | 4   |     |                      |  |          |
| 2015      | Championnat du monde junior              | 5  | 1  | 3  | 4  | 2   | -3  | Huitième place       |  |          |
| 2016      | Championnat du monde                     | 8  | 4  | 2  | 6  | 4   | -3  | Huitième place       |  |          |
| 2016      | Qualifications olympiques                | 3  | 1  | 1  | 2  | 0   | -2  | 3e place du Groupe D |  |          |
| 2017      | Championnat du monde                     | 7  | 0  | 4  | 4  | 18  | +2  | Douzième place       |  |          |